# 화성 정찰위성
화성 정찰위성(MRO; Mars Reconnaissance Orbiter)은 화성의 궤도에서 정찰과 탐험 임무를 수행하도록 제작된 미항공우주국의 화성 탐사 및 정찰용 우주선이다. 7억 2천만 달러(USD)의 이 우주선은 제트 추진 연구소의 감독하에 록히드 마틴사에서 제작하였다. 2005년 8월 12일에 발사되어 2006년 3월 10일 화성 궤도에 진입하였다. 5달간의 에어로브레이킹을 거쳐 2006년 11월에는 최종 연구 궤도에 진입, 주 연구 단계에 접어들었다.
화성 정찰위성은 여러 카메라, 분광기, 레이다 등의 연구기기를 보유하여, 화성의 지형, 층위, 광물, 얼음 등을 분석하는 데에 쓰인다. 또한 매일 날씨와 표면 상태를 점검하고, 가능한 착륙지 조사, 신종 전기통신 체계 보유로 이후의 탐사선을 돕는다.
화성 정찰위성의 전기통신 체계는 이전의 행성간 임무에서보다 많은 자료를 지구로 전송하며, 차후 임무의 고성능 중계위성의 역할을 담당하고 있다.
화성 정찰위성은 화성과 그 주변에서 활동하고 있는 4대의 우주탐사선들 중 하나이다. 다른 탐사선으로는 마스 익스프레스 오비터(위성), 2001 마스 오디세이, 스피릿 로버, 오퍼튜니티 로버가 있다.

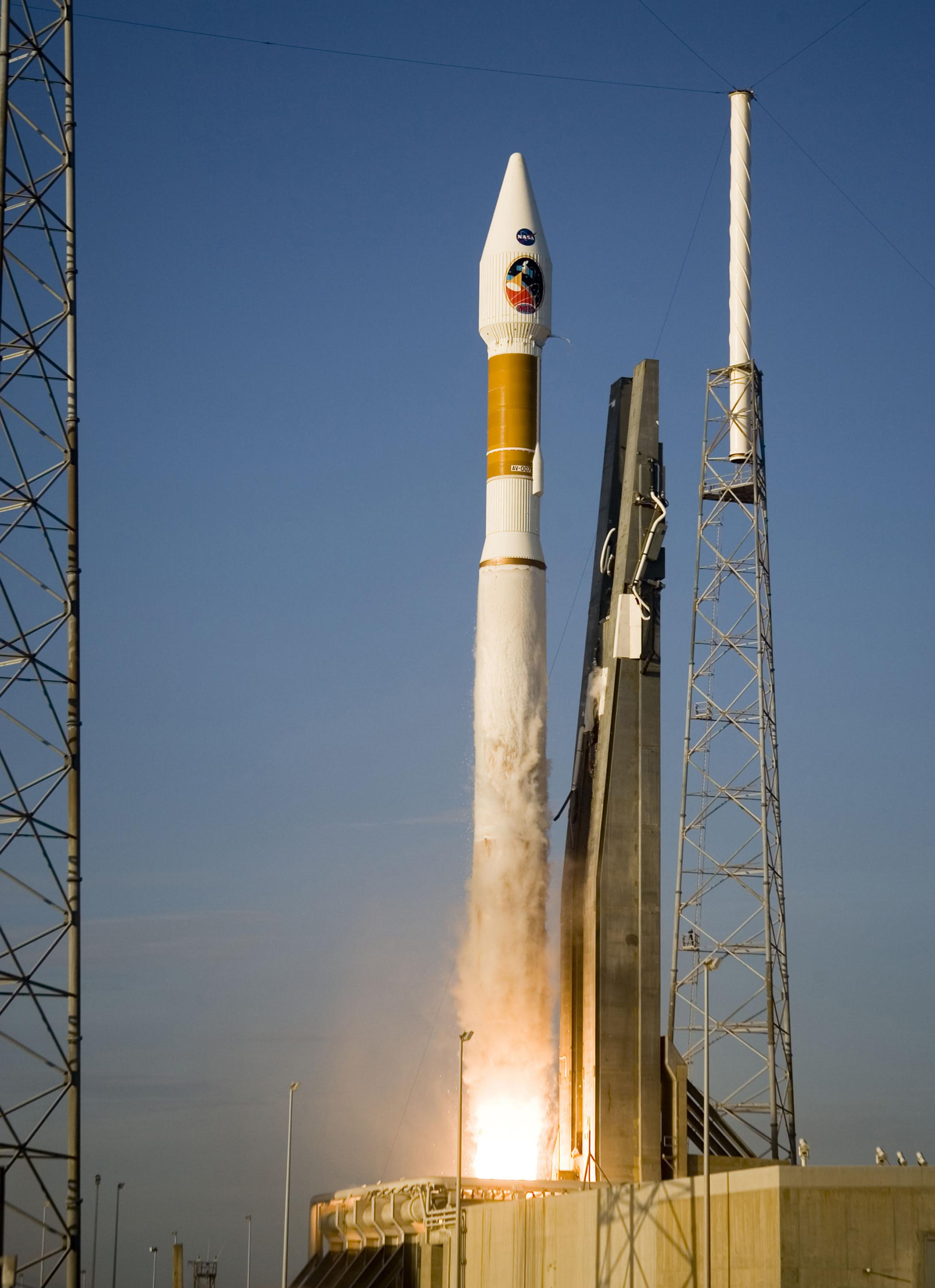
화성 정찰위성의 발사

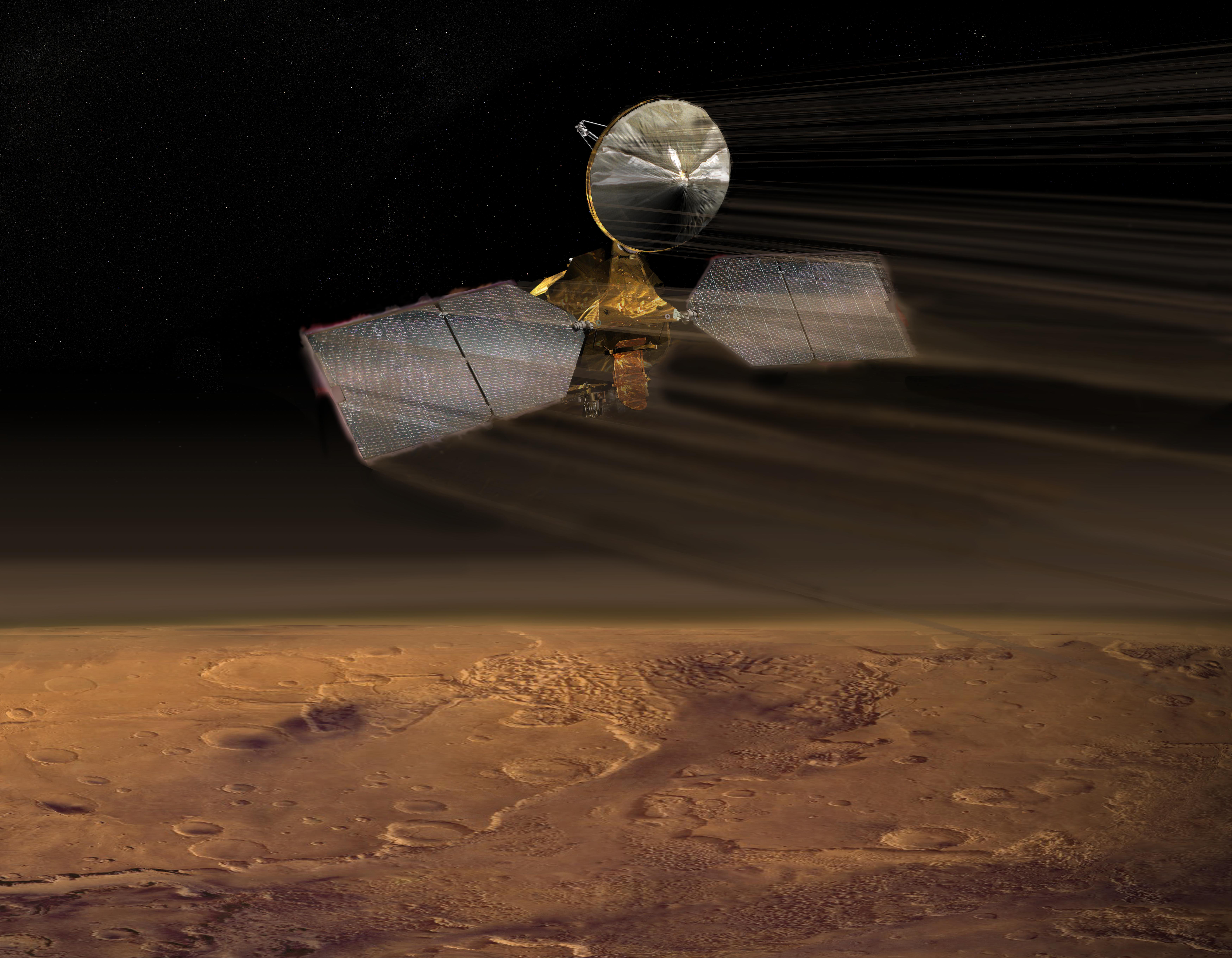
공력제동 중인 화성 정찰위성